# Wilmer Cabrera

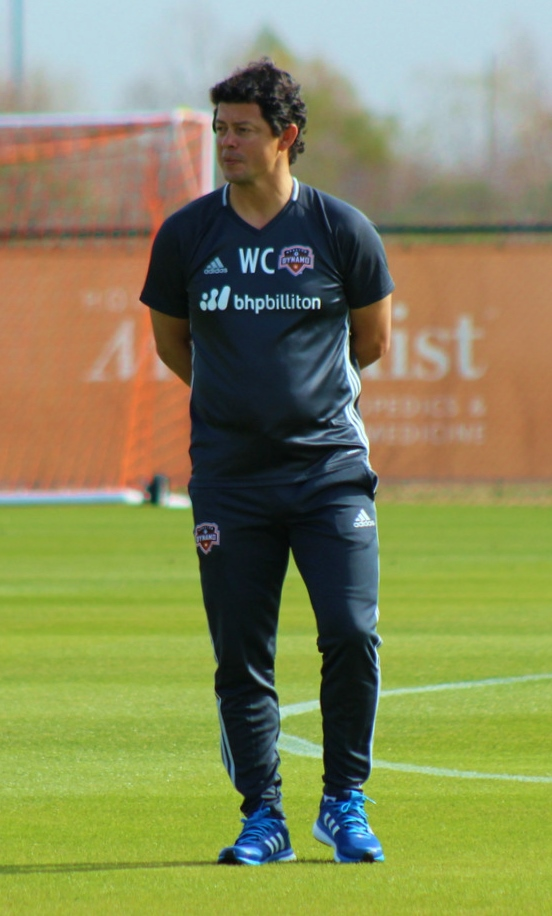
Wilmer Cabrera

Wílmer Cabrera Linares (Cartagena, 15 de setembro de 1967) é um ex-futebolista profissional colombiano, defensor destro, atualmente treinador de futebol. Pela Seleção Colombiana, disputou a Copas do Mundo de 1990 e 1998.

## Carreira
Nos clubes atuou em clubes além da Colômbia, como Independiente Santa Fe, América de Cali, Millonarios, Deportes Tolima e Boyacá Chicó, além do Club Sport Herediano (Costa Rica) e Long Island Rough Riders (Estados Unidos) e também nos Estados Unidos em que inicia como treinador, ao comandar o B.W. Gottschee

## Treinador
Como atuou como treinador das seleções de base americanas e recentemente comandou o Chivas USA.